# Густав Кастнер-Кірдорф
Густав Кастнер-Крдорф, до одруження — Кастнер (нім. Gustav Kastner-Kirdorf; 2 лютого 1881, Оберуккерзе — 4 травня 1945, Берхтесгаден) — німецький офіцер, генерал авіації. Кавалер Німецького хреста в сріблі.

## Біографія
5 лютого 1904 року поступив на службу в Імперську армію. В липні 1914 року завершив підготовку льотчика. Учасник Першої світової війни. Спочатку служив у бомбардувальній авіації, з 2 серпня 1915 року — командир 2-ї бомбардувальної ескадри. 3 травня 1916 року переведений у штаб командувача авіацією 1-ї армії, з 17 грудня 1916 по 15 січня 1919 року — начальник відділу. З 23 січня 1919 року — комендант авіабази Нойруппіна, 8 червня вийшов у відставку.
1 серпня 1927 року поступив на службу в рейхсвер цивільним службовцем, до 30 вересня 1930 року проходив секретну льотну підготовку в СРСР. З 1 жовтня 1930 року — начальник рекламного відділу Німецької асоціації повітряного спорту. 1 квітня 1934 року поступив на службу в люфтваффе, до 31 червня 1938 року — керівник відділу підготовки Імперського міністерства авіації (RLM). Одночасно з 1 липня 1934 до 31 червня 1938 року — комендант авіабази Берліна-Штаакена. З 1 липня по 1 жовтня 1938 року — командир льотних шкіл і 2-го запасного авіаційного з'єднання, потім 3-го. З 2 жовтня 1938 року — командир 3-го вищого авіаційного навчального закладу.
В січні 1939 року повернувся в RLM, з 1 лютого 1939 по 23 березня 1943 року — начальник кадрового управління люфтваффе. Після цього був офіцером для спеціальних доручень, з 15 квітня 1943 року — начальник виконавчого управління люфтваффе. 4 травня 1945 року наклав на себе руки.

## Сім'я
Був одружений з Адель Кароліною Кірдорф (10 грудня 1885 — 7 жовтня 1965), дочкою гірничого промисловця Адольфа Кірдорфа. На прохання тестя взяв об'єднане прізвище.

## Звання
- Фанен-юнкер-єфрейтор (19 лютого 1904)
- Фанен-юнкер-унтер-офіцер (30 травня 1904)
- Фенріх (15 вересня 1904)
- Лейтенант (15 листопада 1904)
- Оберст-лейтенант (19 листопада 1911)
- Гауптман (28 листопада 1914)
- Майор (20 жовтня 1919)
- Оберст-лейтенант (1 квітня 1934)
- Оберст (1 жовтня 1935)
- Генерал-майор (1 червня 1938)
- Генерал-лейтенант (1 січня 1940)
- Генерал авіації (1 липня 1941)

## Нагороди

### Перша світова війна
- Залізний хрест 2-го і 1-го класу
- Нагрудний знак військового пілота (Пруссія)
- Нагрудний знак польового пілота (Австро-Угорщина)
- Орден Фрідріха (Вюртемберг), лицарський хрест 2-го класу з мечами
- Королівський орден дому Гогенцоллернів, лицарський хрест з мечами
- Пам'ятний знак пілота (Пруссія)

### Міжвоєнний період
- Почесний хрест ветерана війни
- Медаль «За вислугу років у Вермахті» 4-го, 3-го і 2-го класу (18 років)

### Друга світова війна
- Хрест Воєнних заслуг 2-го і 1-го класу з мечами
- Комбінований Знак Пілот-Спостерігач в золоті з діамантами
- Орден «Доблесний авіатор», офіцерський хрест (Румунія) (23 грудня 1941)
- Орден Зірки Румунії, великий офіцерський хрест мечами (23 грудня 1941)
- Німецький хрест в сріблі (26 липня 1943)